# Le Chambon-sur-Lignon
Le Chambon-sur-Lignon település Franciaországban, Haute-Loire megyében. Lakosainak száma 2451 fő (2022. január 1.). Le Chambon-sur-Lignon Devesset, Mars, Saint-Agrève, Mazet-Saint-Voy, Tence és Les Vastres községekkel határos.

## Népesség
A település népességének változása:
| Lakosok száma | 2846 | 2791 | 2642 | 2661 | 2649 | 2521 | 2470 | 2457 | 2420 | 2451 |
|               | 1968 | 1982 | 1999 | 2006 | 2011 | 2015 | 2017 | 2018 | 2020 | 2022 |